# Palazzo Pretorio (Trient)

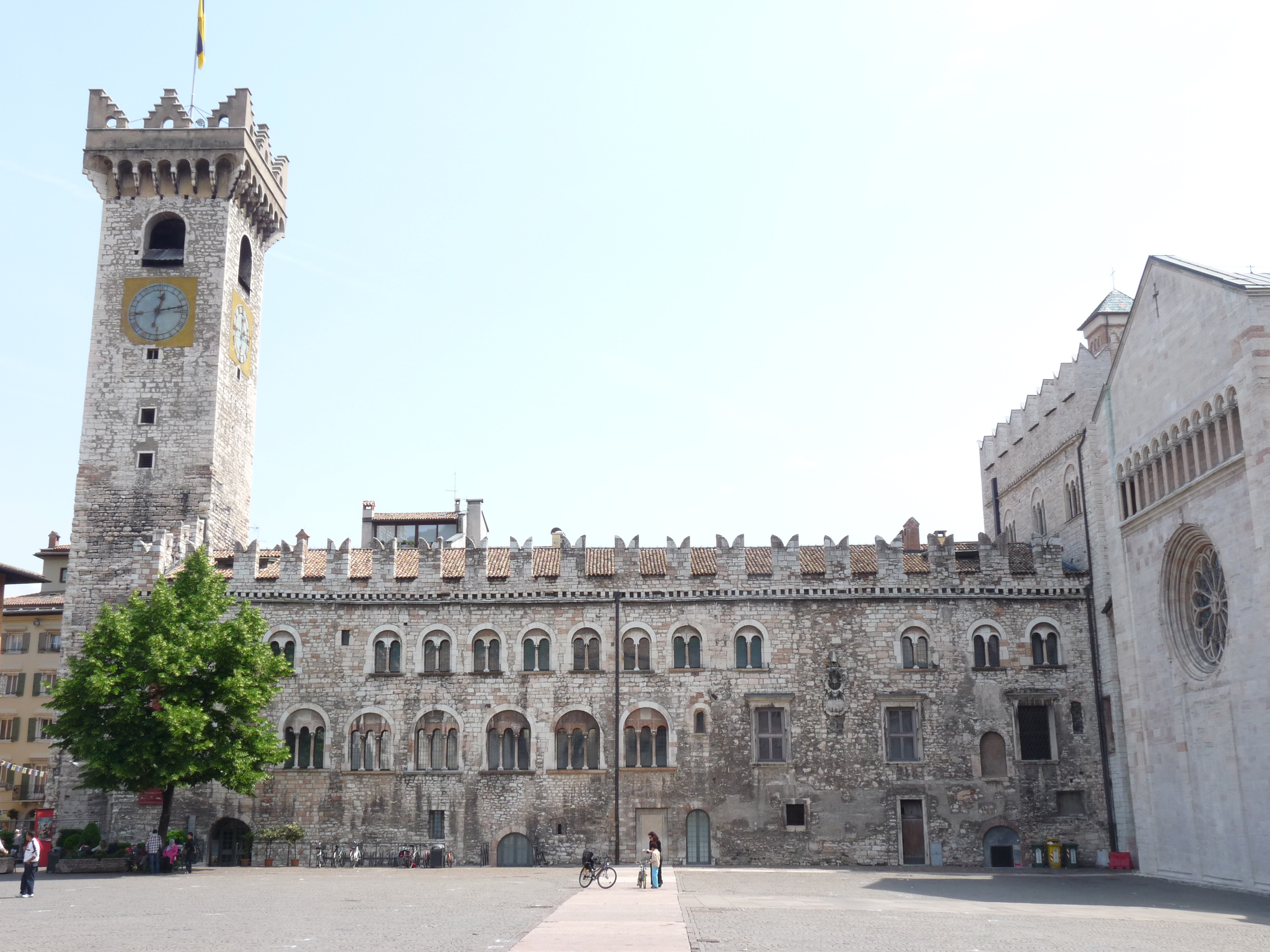
Die am Domplatz gelegene Westfassade des Palazzo Pretorio

Der Palazzo Pretorio oder Palazzo Vescovile ist die ehemalige Bischofsresidenz von Trient. Er stellt ein signifikantes Gebäudeensemble dar, das sich aus drei klar abgrenzbaren Bauten, dem Palazzo, der Torre di Piazza, auch als Torre Civica bekannt, und dem sogenannten Castelletto im Süden zusammensetzt. Heute ist der in seiner mittelalterlichen Form erhaltene Palast Sitz des Tridentinischen Diözesanmuseums.

## Lage
Der Palast erstreckt sich in nordsüdlicher Richtung am östlichen Rand des Domplatzes (italienisch Piazza Duomo). An seiner Ostseite liegt die Via Giuseppe Garibaldi, deren Verlauf mit der aus dem römischen Tridentum nach Verona herausführenden Via Claudia Augusta Padana dem südlichen Zweig der Via Claudia Augusta übereinstimmt. Im Süden grenzt er mit dem Castelletto unmittelbar an den Chor des Domes von Trient.

## Geschichte
Der Palazzo wurde erstmals 1071 als Palatium episcopatus urkundlich erwähnt und ist das in mittelalterlichen Handschriften meistgenannte Bauwerk des östlichen Alpenraumes.
Errichtet wurde er auf einem Vorgängerbau, dessen Ursprünge bis in die Römerzeit zurückgehen. Zur Zeit des römischen Tridentum lag dieser Bereich außerhalb der Stadtmauern unmittelbar südlich der Porta Veronensis. An die Überreste dieses im Laufe der Zeit verschütteten Stadttores lehnte sich vermutlich der 845 erstmals erwähnte curtis ducalis an, der zwischen römischen Stadtmauern und der im 4. Jahrhundert nach Christus etwas weiter südlich erbauten frühchristlichen Basilika entstand.
Im 10. Jahrhundert wurde womöglich infolge der Ungarneinfälle dieser Bereich ebenfalls von einer Stadtmauer umgeben, was die Basis für die weitere städtebauliche Entwicklung dieses Areales darstellte. So entstand, fast unmittelbar an der Basilika angelehnt, der im 11. Jahrhundert im Zusammenhang mit der Weihe der Palastkapelle San Biagio und der darunter liegenden Kapelle San Giovanni Battista erstmals urkundlich erwähnte Bischofspalast.

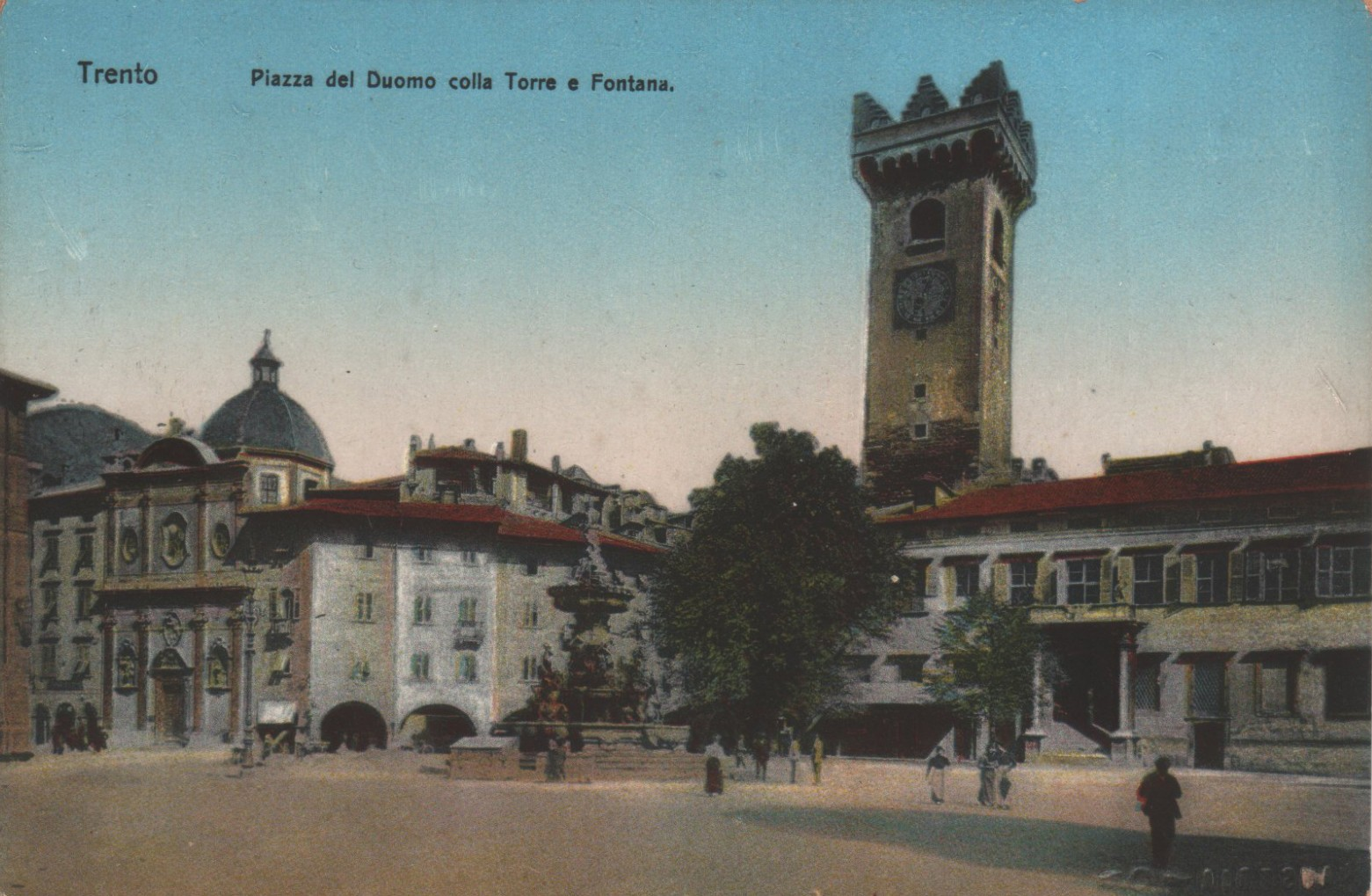
Postkarte um 1910 mit der aus der Barockzeit stammenden Westfassade und dem 1780 entstandenen Eingangsportal

In einem Dokument von 1147 wird der Bau bereits mit zwei Stockwerken beschrieben. Weitere Bauelemente tauchen in der Folgezeit in verschiedenen Handschriften auf, so 1192 der Castelletto, der heute den südlichen Abschluss des Palazzo Pretorio bildet und unmittelbar an den Dom grenzt. 1205 wurde der Palast in der aufrührerischen Regierungszeit von Bischof Konrad II. von Beseno in Brand gesteckt und schwer beschädigt. Sein Nachfolger Friedrich von Wangen nahm weitere Veränderungen und Umbauten vor. Im Juni 1255 verlegte Bischof Egno von Eppan die bischöfliche Residenz in das wenige Jahre zuvor in seinen Besitz gelangte Castello del Buonconsiglio. Nach Umzug des Bischofs blieb der Palast Sitz seiner Gastalden und Richter, weshalb er den auch heute geläufigeren Namen Palazzo Pretorio annahm. Während der Besetzung des Fürstbistums durch Meinhard II. und seine Söhne gelangte der Gebäudekomplex kurzzeitig unter die Verwaltung der Stadt Trient, in dem der Stadtrat 1339 eine Sitzung abhielt.
Unter Bischof Ulrich IV. von Liechtenstein wurde 1499 in dem nach wie vor als Gerichtspalast dienenden Gebäude das Frauengefängnis eingerichtet, nachdem bereits seit einiger Zeit im nördlich angrenzenden Stadtturm und im Palast selbst die Stadtgefängnisse untergebracht waren. Ab dem 16. Jahrhundert begann der langsame Niedergang des ehemaligen bischöflichen Repräsentationsbaus, als Bischof Cristoforo Madruzzo den nördlichen Flügel an ein Monte di Pietà abtrat und dieses den zweiten Stock wiederum einem Ärztekollegium weitervermietete. Mit dieser Schenkung wurde der Palast in einen städtischen, weltlichen Flügel im Norden und einen kirchlichen Flügel im Süden aufgeteilt. Aus dieser Aufteilung entstand 1673 ein Rechtsstreit zwischen Stadt und Kirche bezüglich der Eigentumsverhältnisse des Palastes, der erst 1854 beigelegt wurde. Mit dem Rückkauf des städtischen Nordflügels in den 1950er Jahren gelangte das ganze Gebäude wieder in den Besitz des Bistums Trient, in dem 1963 das Diözesanmuseum einzog.

## Beschreibung
Das heutige Aussehen des Palazzo Pretorio geht auf die zwischen 1953 und 1964 erfolgten Restaurierungsarbeiten zurück, bei denen die unter Friedrich von Wangen entstandene romanische Baustruktur wiederhergestellt wurde. Der Palazzo ist der zentrale Teil des Gebäudekomplexes, zu dem auch die an der Nordfassade des Palastes angrenzende Torre della Piazza gehört, ebenso wie der Castelletto am südlichen Ende. Letzterer fungiert als Bindeglied zwischen dem Palast und der Kathedrale, deren nördliche Chorwand zugleich die südliche Außenwand des Castelletto bildet.

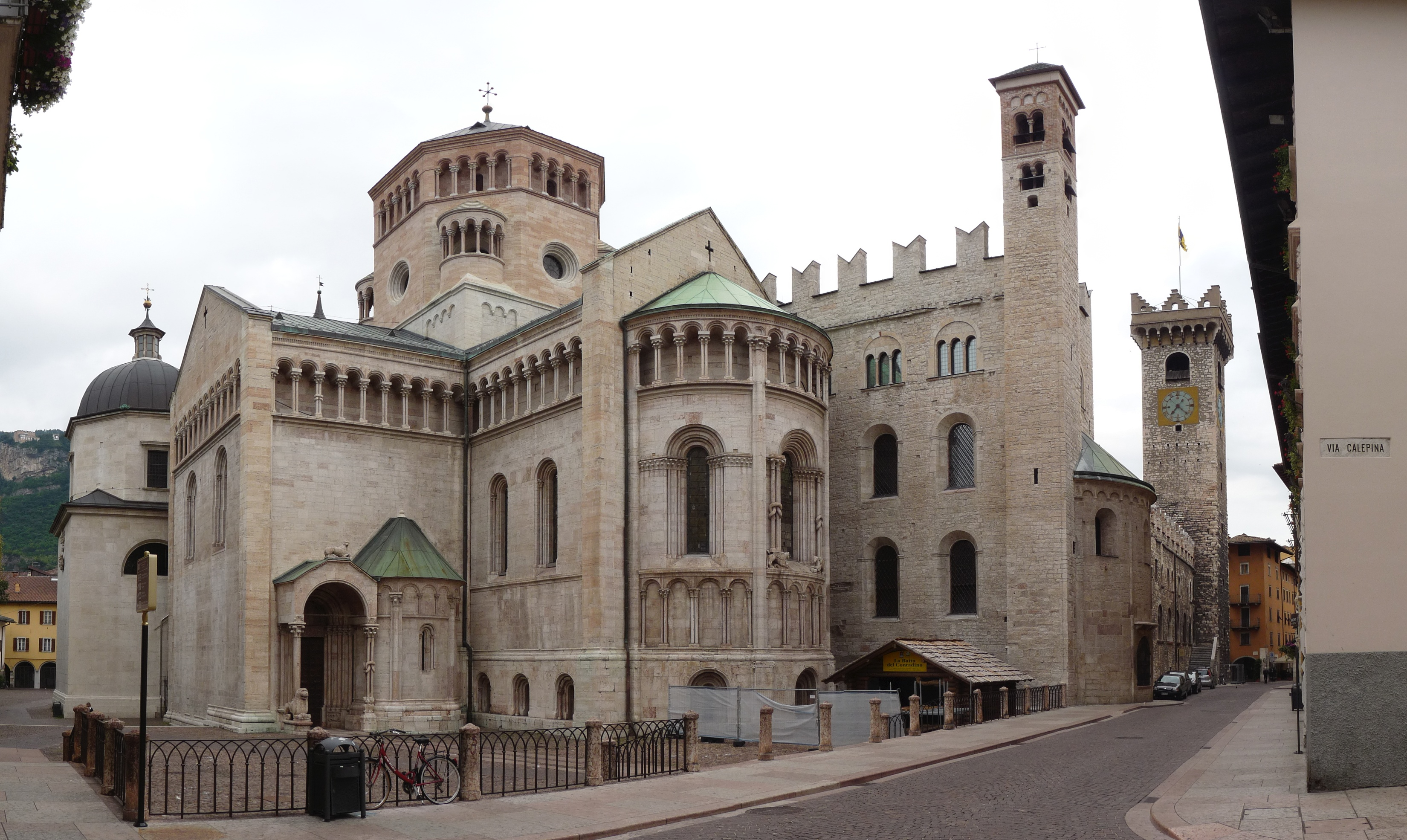
Der an der Apsis des Domes angrenzende Castelletto mit dem Glockenturm San Romedio. Deutlich zu erkennen die Apsis der ehemaligen Palastkapelle San Biagio und die vier großen Fenster der Kapelle.

Entstanden ist dieser Komplex in drei unterschiedlichen Bauperioden, die sich auch an der Architektur der Gebäude widerspiegeln. In der ersten Bauperiode, die vermutlich bis in das 10./11. Jahrhundert zurückreicht, entstand jener Palastteil, der unmittelbar an den Castelletto angrenzt. Hier befanden sich vermutlich im zweiten Stock die Privatgemächer des Bischofs und die des Vidame im ersten Stock. Dieser älteste Teil zeichnet sich durch das ungleichförmige Mauerwerk der Fassade aus und durch die in der Folgezeit entstandenen baulichen Veränderungen, wie die im 17. Jahrhundert eingefügten rechteckigen Fenster, die auf beiden Fassadenseiten in diesem Bereich anzutreffen sind. Hinter letzteren befinden sich heute die Büroräume und die Bibliothek des Diözesanmuseums. An der am Domplatz liegenden Westfassade ist zwischen zwei rechteckigen Fenstern das Wappen der Familien Thun angebracht, in Erinnerung an den unter Bischof Sigismund Alfons von Thun (1668–1677) erfolgten Umbau im Jahr 1676.
Ein wahrscheinlich unter Bischof Udalrich II. (1022–1055) ausgeführter südlicher Anbau diente als privates Oratorium, aus dem unter Bischof Heinrich I. (1068–1080) die beiden übereinander liegenden Kapellen San Biagio, die als Palastkapelle diente, und San Giovanni Battista entstanden.
Im Laufe des 12. Jahrhunderts setzte eine zweite intensive Bauperiode ein. Dabei wurde der ursprüngliche Wohnpalast nördlich bis zum Turm verlängert. In diesem neuen Anbau entstanden zwei große Säle, als Palatium Superius und der Palatium Inferius bezeichnet, die als Gerichtssäle genutzt wurden. Gleichzeitig wurden die zwei übereinander liegenden Kapellen des südlichen Anbaus um ein Geschoss aufgestockt und bildeten so den Castelletto, eine Art Wohnturm. In diesem obersten Stock befanden sich bis zum Umzug der Bischofsresidenz nach Buonconsiglio die Privatgemächer der Bischöfe. Eine schmale Innentreppe führt von dort in die Amtsstuben im zweiten Stock und zu einer direkt über dem Chor des Domes liegenden Loggia über die der Bischof dem Geschehen im Dom beiwohnen konnte. Eine heute nicht mehr vorhandene Steintreppe stellte von hier aus den direkten Zugang in das Gotteshaus dar. Heute werden die zwei oberen Geschosse des Castelletto als Ausstellungsfläche des Diözesanmuseums genutzt, während sich im Erdgeschoss die Sakristei des Domes befindet.
Unter der Amtszeit Friedrich von Wangens (1207–1218) ist die dritte Bauperiode anzusiedeln. Nachdem der Bau bei einem Brand unter seinem Vorgänger Konrad von Beseno beschädigt worden war, beschränkte sich Friedrich von Wangen nicht nur damit ihn wieder aufzubauen, sondern ließ weitere Um- und Ausbauten vornehmen. So entstanden in den ersten Jahren seiner Regierungszeit die ghibellinischen Schwalbenschwanzzinnen, die die ersten ihrer Art in der heutigen Region Trentino-Südtirol waren. Gleichzeitig wurden die beiden Türme San Romedio, der kleine Glockenturm der Palastkapelle, sowie die als Gefängnisturm dienende Torre della Piazza erhöht. Das heutige Aussehen des Palazzo Pretorio geht auf diese dritte Bauphase zurück. Neben den Schwalbenschwanzzinnen ist diese durch eine Reihe von gekuppelten Fenstern im ersten und zweiten Stock an der Ost- und Westfassade gekennzeichnet.
Weitere Umbauten fanden unter der Regierungszeit von Bernhard von Cles und Carlo Emanuele Madruzzo statt. Daran erinnern auch die Gedenkplatten, die an der Nordfassade über dem Eingang in das Diözesanmuseum angebracht sind. Aus dem 17. Jahrhundert stammt der Steintreppenaufgang auf der Ostseite in der Via Giuseppe Garibaldi, der über dem Eingangstor das Stadtwappen von Trient trägt, als der nördliche Flügel des Palastes im städtischen Besitz war. Dieser ist im Gegensatz zu dem an der Westfassade im Jahr 1780 angebrachten Hauptportal erhalten geblieben. Auf der Balustrade dieses abgetragenen Portales verlas am 10. Oktober 1920 der damalige Bürgermeister Vittorio Zippel die Verlautbarung, mit der das Trentino offiziell an das Königreich Italien angeschlossen wurde. Es ist bei der in den 1950er und 1960er erfolgten Restaurierung des Palazzo Pretorio ab- und im Hof des Rathauses von Trient wieder aufgebaut worden.

## Bilder

Skizze des römischen Tridentum mit der Porta Veronensis und der frühchristlichen Basilika
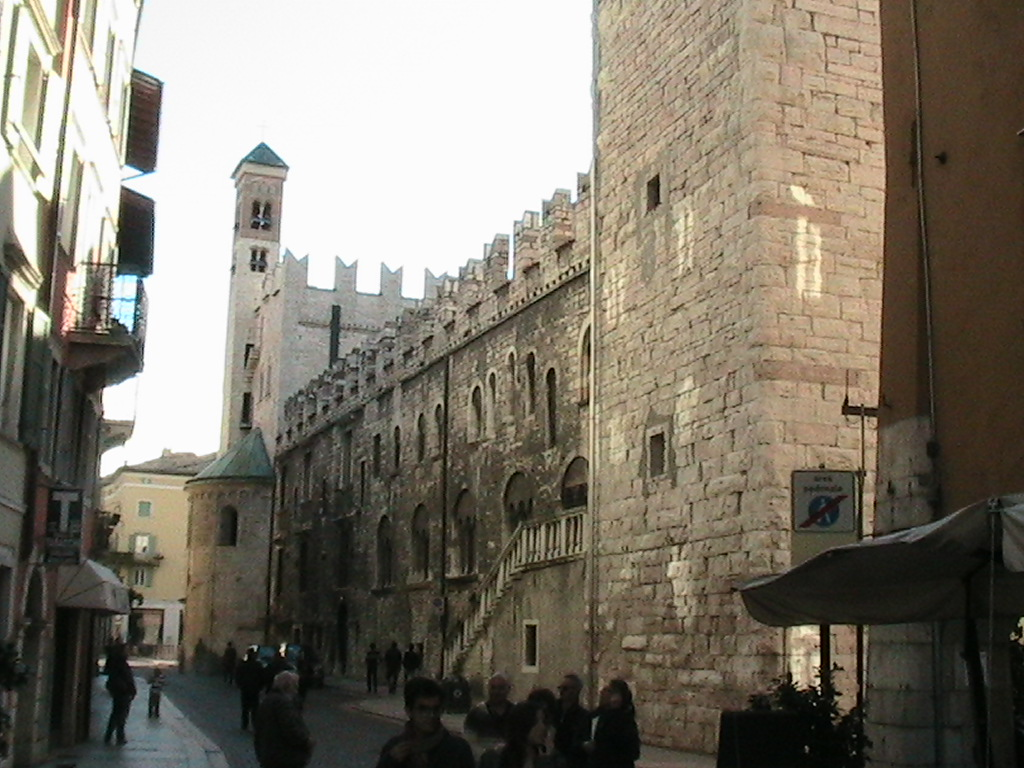
Ostfassade mit Steintreppenaufgang in der Via Garibaldi
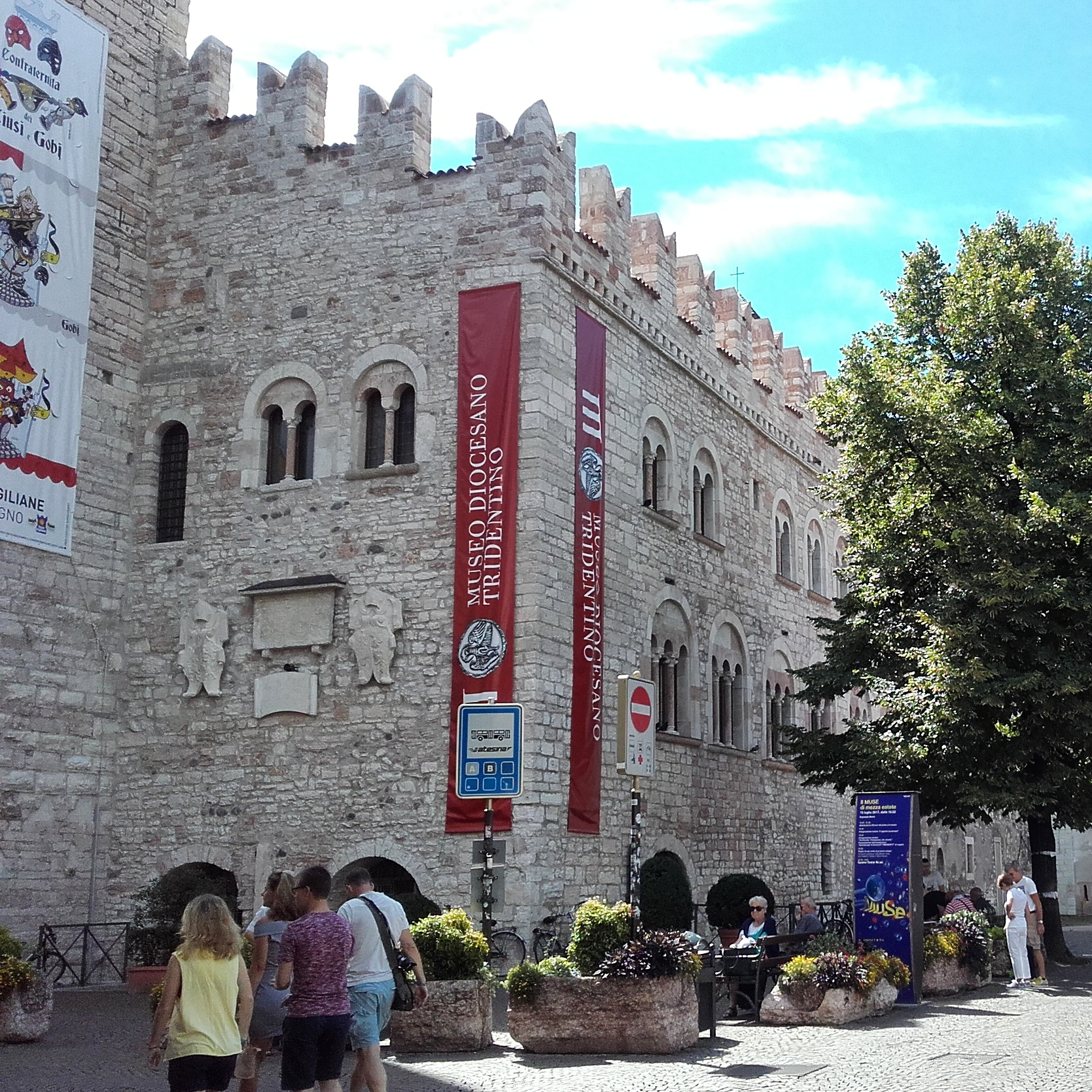
Nordfassade mit Gedenkplatten über dem Eingang ins Diözesanmuseum
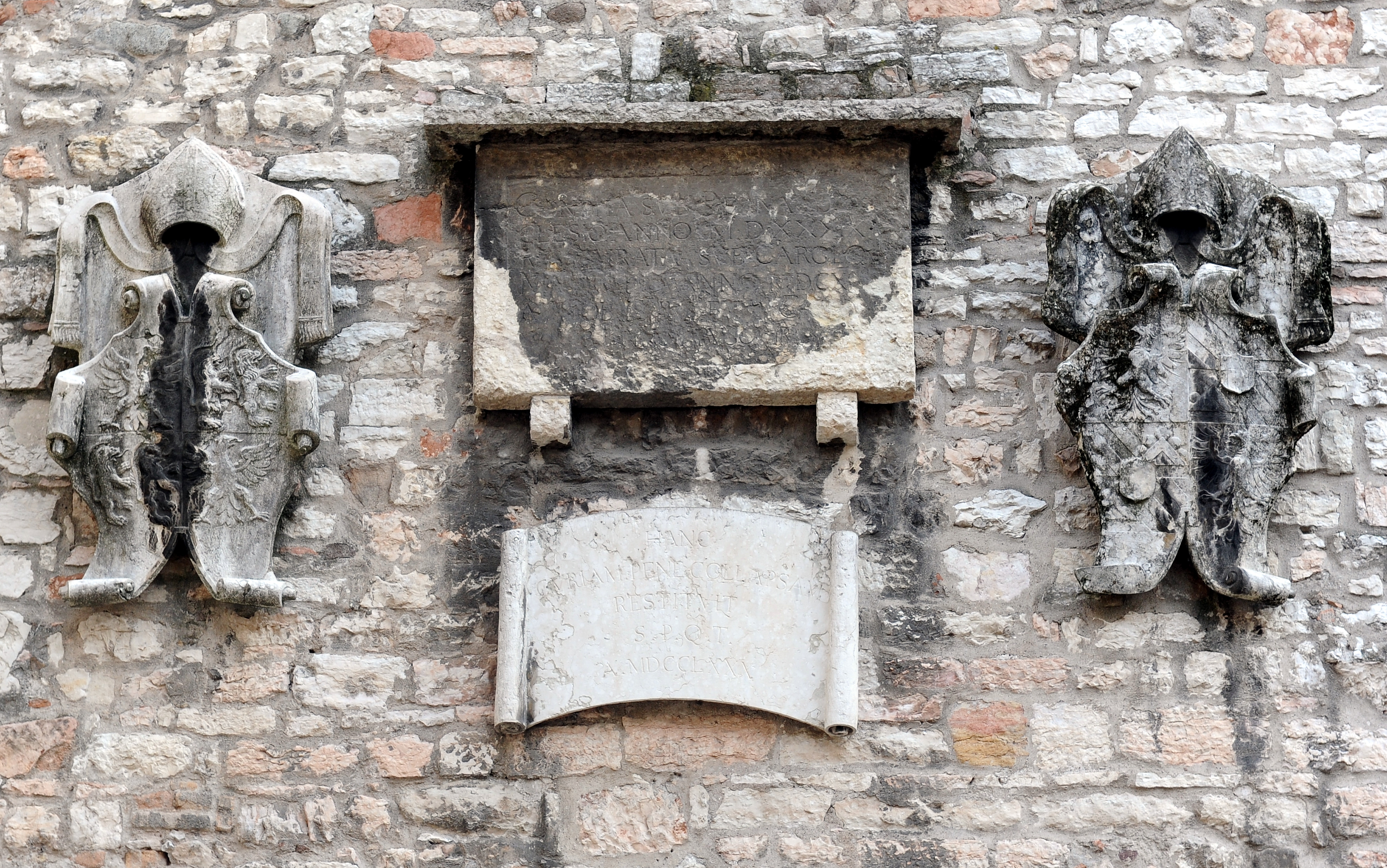
Die Gedenkplatten mit den zwei Bischofswappen an der Nordfassade
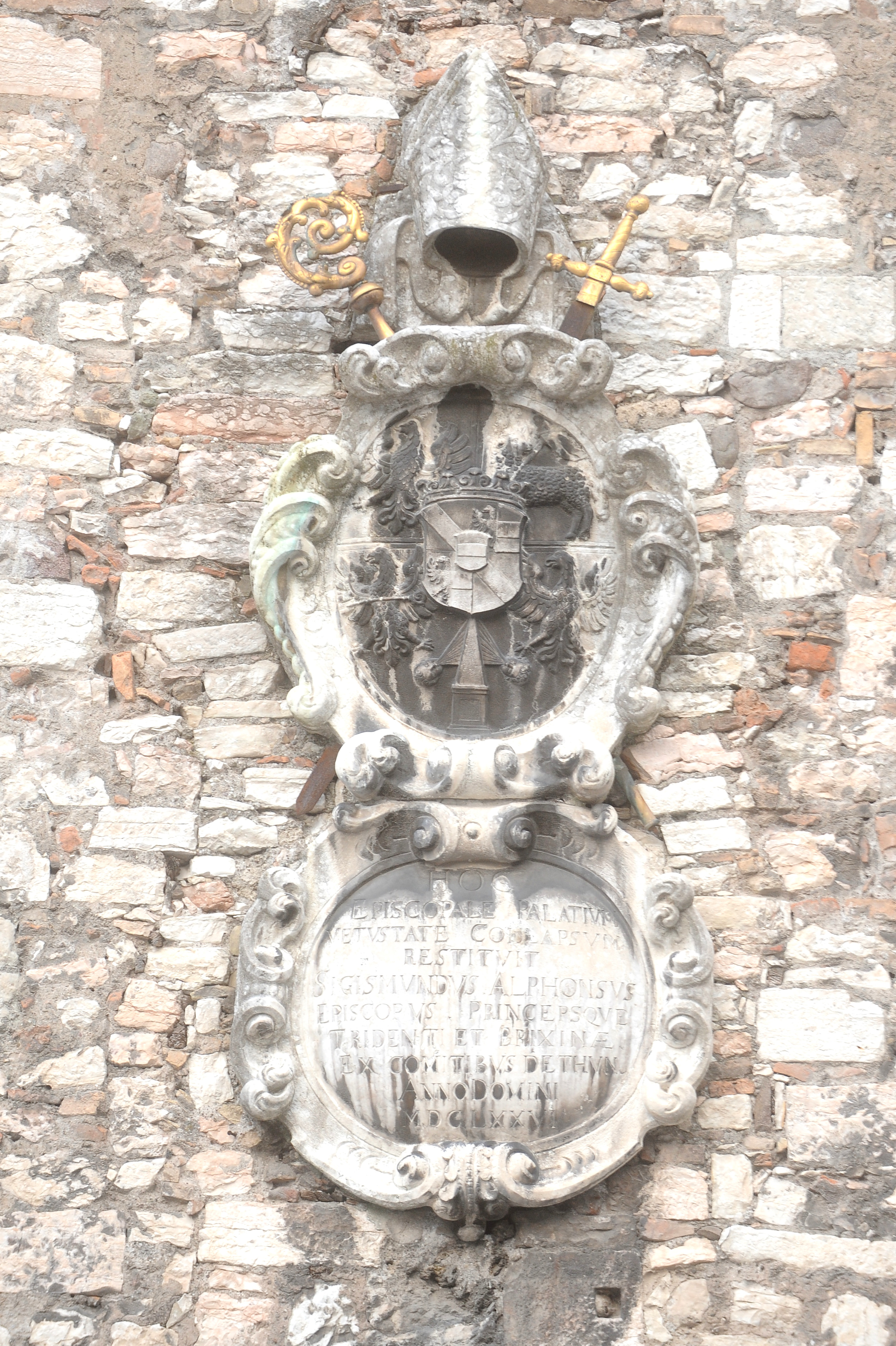
Gedenkplatte mit den Wappen der Familie Thun an der Westfassade
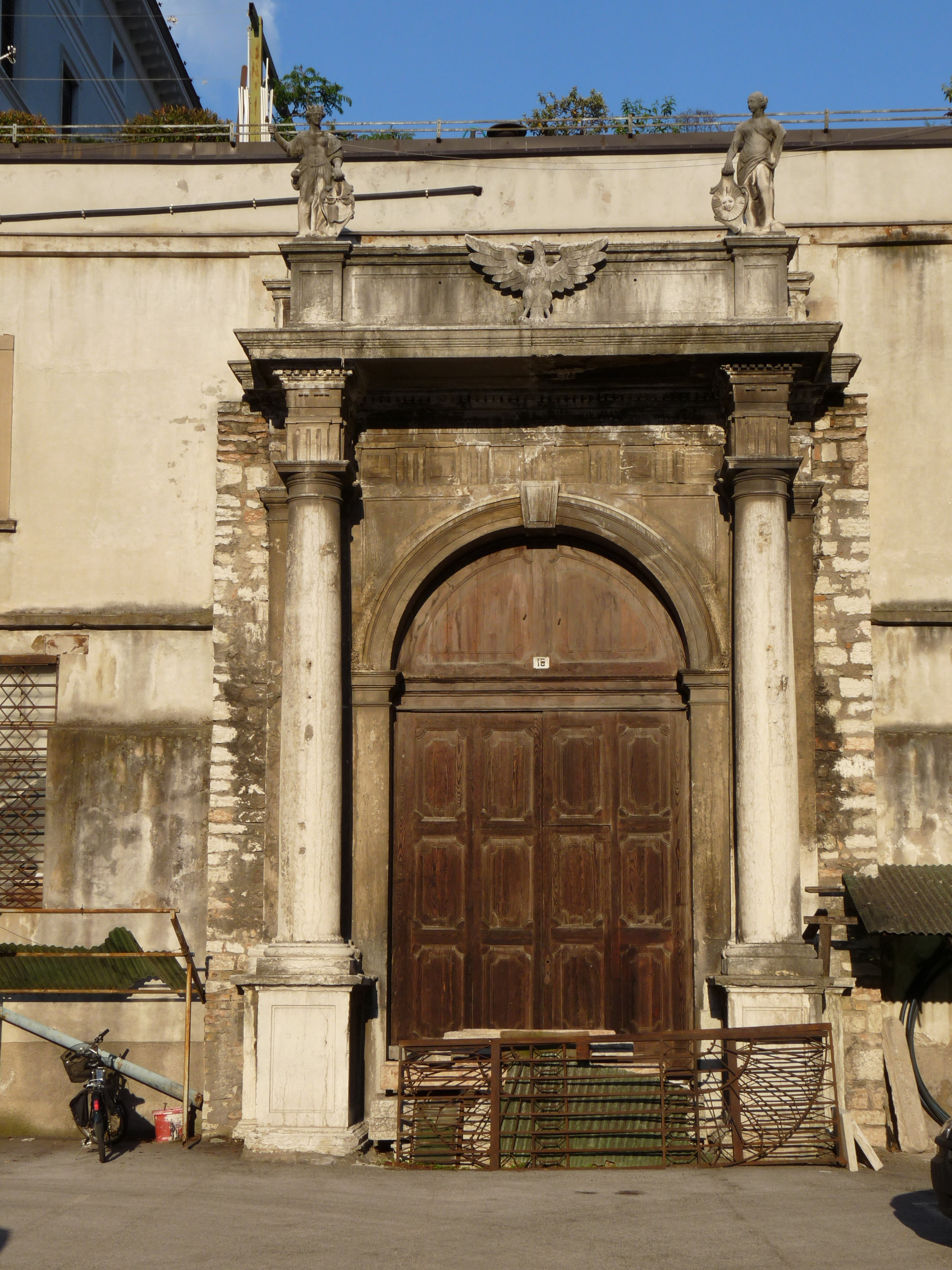
Ehemaliges Eingangsportal der Westfassade